# Diocese de Tacuarembó
A Diocese de Tacuarembó (Diœcesis Tacuarembiana) é uma circunscrição eclesiástica da Igreja Católica no Uruguai, pertencente à Província Eclesiástica de Montevidéu e à Conferenza Episcopale Uruguaiana, sendo sufragânea da Arquidiocese de Montevidéu.
A sé episcopal está na Catedral de Tacuarembó, na mesmo departamento.

## Territorio
A diocese inclui os departamentos de di Tacuarembó e de Rivera. 
A sè acha-se na cidade de Tacuarembó, na catedral de São Frutuoso. 
O território extende-se em 24.808 km² e è sub-dividido em 16 paóquias.

## História
A diocese foi erguida em 22 de outubro 1960 com a bula Quod impiger de papa João XXIII, pegado o território da diocese de Florida.

## Lista dos Bispos
|        | Nome                       | Período    | Notas                                     |        |
| Bispos | Bispos                     | Bispos     | Bispos                                    | Bispos |
| ------ | -------------------------- | ---------- | ----------------------------------------- | ------ |
| 5°     | Pedro Ignacio Wolcan Olano | 2018–atual |                                           |        |
| 4°     | Julio César Bonino Bonino  | 1989–2017  |                                           |        |
| 3°     | Daniel Gil Zorrilla, S.J.  | 1983–1989  | nomeado Bispo de Salto                    |        |
| 2º     | Miguel Balaguer            | 1966–1983  |                                           |        |
| 1º     | Carlos Parteli Keller      | 1960–1966  | Nomeado Arcebispo-coadjutor de Montevidéu |        |